# Adrián Cordero Vega
Adrián Cordero Vega (Santander, 15 giugno 1984) è un arbitro di calcio spagnolo.

## Carriera
Adrián Cordero Vega debutta in serie professionistiche nel 2010 (Segunda División B) e vi rimane fino al 2015 quando esordisce in Segunda División.
Dopo tre stagioni in Segunda División viene promosso in Primera División. Il 20 agosto 2018 dirige il suo primo match in Liga: Athletic Bilbao-Leganés. Nel 2022 dirige l'incontro di Souper Ligka Ellada tra Arīs Salonicco e AEK Atene.